# Cryptoblepharus virgatus
Cryptoblepharus virgatus là một loài thằn lằn trong họ Scincidae. Loài này được Garman mô tả khoa học đầu tiên năm 1901.

## Hình ảnh

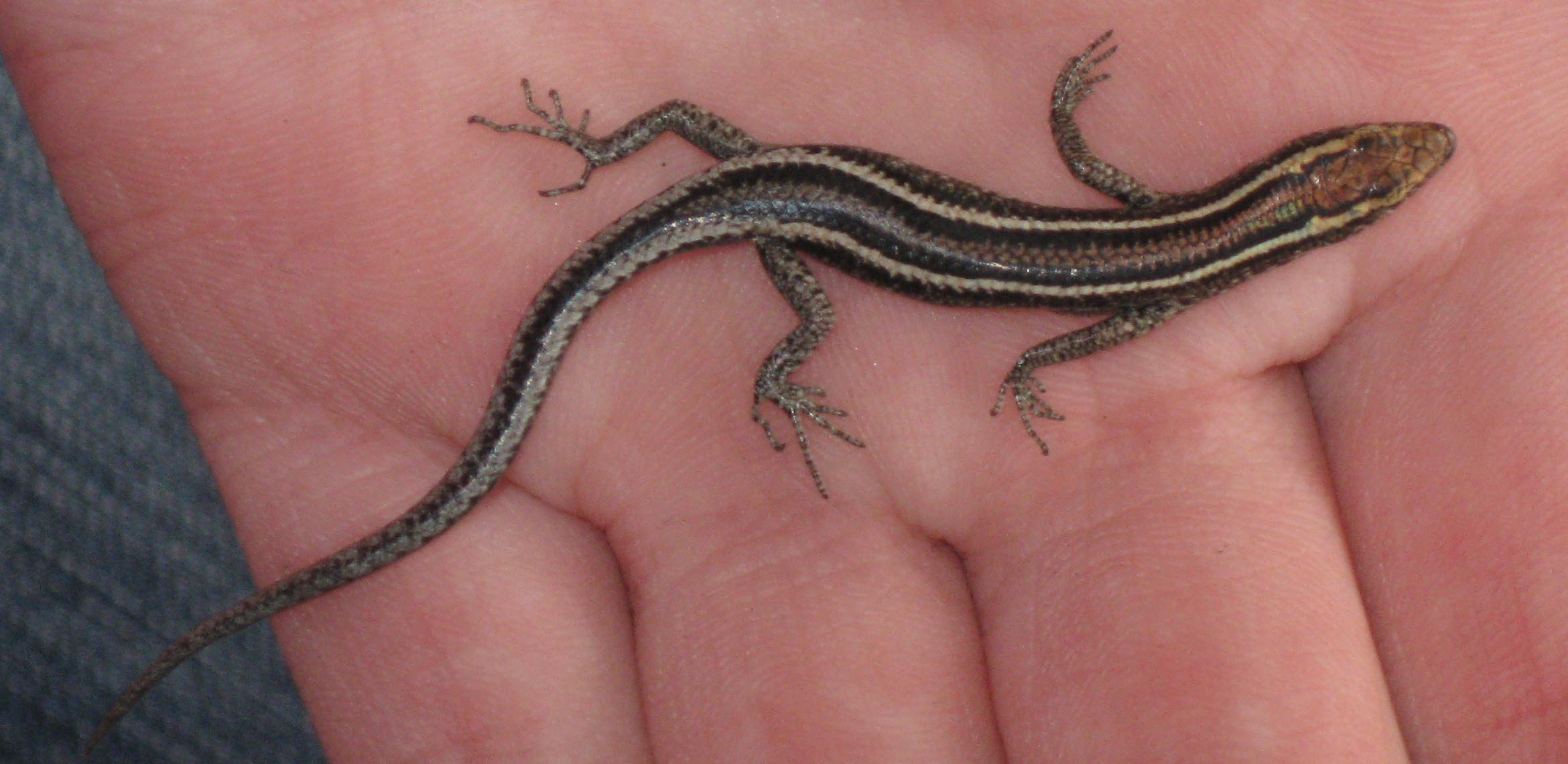